# Hừng Đông (tiểu thuyết)
Hừng Đông (tiếng Anh: Breaking Dawn) là tiểu thuyết thứ tư và là tiểu thuyết cuối cùng trong bộ truyện Chạng vạng của Stephenie Meyer. Cuốn tiểu thuyết được chia làm ba phần, phần đầu và phần thứ ba được viết dưới góc nhìn của Bella Swan và phần thứ hai được viết dưới góc nhìn của Jacob Black. Hừng Đông được phát hành ngày 2 tháng 8 năm 2008 tại khắp 4.000 hiệu trên khắp nước Mỹ. Người ta đã in 3,7 triệu bản trong lần in đầu, và bán được 1,3 triệu bản chỉ sau 24 giờ phát hành, lập được kỷ lục về lượng sách bán được vào ngày đầu tiên của Hachette Book Group USA. Cuốn sách được Nhà xuất bản Trẻ mua bản quyền dịch sang tiếng Việt, dịch giả Tịnh Thủy tiếp tục là dịch giả cuốn sách này. Bản tiếng Việt được phát hành ngày 26 tháng 11 năm 2009.

## Tóm tắt nội dung
Hừng Đông được chia thành ba phần rời nhau. Phần đầu mô tả chi tiết đám cưới và tuần trăng mật của Bella và Edward, diễn ra trên một hòn đảo tư nhân ngoài khơi Brasil. Trong thời gian hai tuần của tuần trăng mật, Bella nhận thấy cô đã có thai và cái thai phát triển với một tốc độ nhanh bất thường. Sau khi liên lạc với Carlisle và được ông xác nhận triệu chứng của mình là có thai, cô và Edward lập tức trở về nhà tại Forks, Washington. Edward, vì lo lắng cho cuộc sống của Bella và tin chắc rằng cái thai là một quái vật khi nó phát triển nhanh không tự nhiên, thúc giục cô từ bỏ cái thai. Tuy nhiên, Bella cảm thấy có sự gắn bó với đứa trẻ và từ chối phá thai.
Phần thứ hai của tiểu thuyết được viết dưới góc nhìn của người sói Jacob Black, và kéo dài suốt thời kỳ mang thai và sinh nở của Bella. Bầy người sói Quileute của Jacob, không thể lường được những hiểm nguy mà đứa trẻ chưa sinh có thể gây ra, lên kế hoạch tiêu diệt nó, thậm chí nếu họ phải giết Bella để đạt được mục đích. Jacob phản đối kịch liệt quyết định này và rời khỏi bầy, tạo thành một bầy riêng cùng với Leah và Seth Clearwater. Bella sớm sinh đứa bé, nhưng đứa trẻ nhiều lần làm gãy xương của cô và làm cô mất máu rất nhiều. Để cứu sống Bella, Edward đã biến đổi cô thành ma cà rồng bằng cách tiêm nọc độc của mình vào tim Bella. Jacob, người có mặt khi Bella sinh con, gần như ngay lập tức "gắn kết"—một phản ứng không chủ ý khi một người sói tìm thấy người bạn đời của mình—với bé gái mới sinh của Edward và Bella, Renesmee.
Phần thứ ba của Hừng Đông chuyển lại sang góc nhìn của Bella, cảm nhận sự thay đổi của mình để trở thành một ma cà rồng và cảm thấy thích thú với cuộc sống mới và khả năng mới. Tuy nhiên, ma cà rồng Irina đã nhìn lầm Renesmee là một "đứa trẻ bất tử", một đứa trẻ đã bị biến thành ma cà rồng. Vì "đứa trẻ bất tử" là không thể kiểm soát được, việc tạo ra chúng nằm ngoài luật pháp của Nhà Volturi. Khi đối mặt với những đồng minh và nhân chứng của gia đình Cullen, nhà Volturi nhận thấy họ đã bị thông báo lầm và lập tức xử tử Irina vì sai lầm của cô. Tuy nhiên, họ tiếp tục lưỡng lự về việc có nên xem Renesmee là một sự đe dọa cho sự tồn tại bí mật của ma cà rồng hay không. Ngay lúc đó, Alice và Jasper, những người đã bỏ đi trước cuộc chạm trán, quay lại với một người Mapuche có tên Nahuel, một đứa con lai ma cà rồng-người 150 năm tuổi như Renesmee. Anh đã cho thấy sự kết hợp này không tạo ra nguy hiểm nào cả, và nhà Volturi đầu hàng. Edward, Bella và Renesmee trở về nhà trong yên bình.

## Quá trình xuất bản

### Hình thành
Tựa đề, Hừng Đông, là ý nhắc đến sự khởi đầu cuộc sống mới của Bella trong vai trò là một ma cà rồng mới sinh. Tranh bìa ngụ ý sự tiến triển của Bella trong suốt toàn bộ bộ truyện; cô bắt đầu là một con cờ yếu nhất trên bàn cờ, con tốt, nhưng đến cuối cùng cô trở thành người mạnh nhất, con hậu.
Các vở kịch Người lái buôn Thành Venezia và Giấc mộng đêm hè đều có ảnh hưởng đến Hừng Đông. Ban đầu, Meyer viết một quyển sách có tựa đề Forever Dawn (tạm dịch "Mãi rạng đông"), là một tập ngay sau Chạng vạng. Tuy cốt truyện cơ bản vẫn như vậy, Forever Dawn hoàn toàn được viết theo lời kể của Bella, người sói và Jacob "chỉ được phác họa", Victoria và Laurent đều còn sống, và có phần kết. Meyer tiếp tục nói rằng cô "có thể đăng một vài đoạn bổ sung vào lúc nào đó nếu tôi có thời gian quay trở lại bản thảo Forever Dawn—nó cũng dài như Hừng Đông."
Liên quan đến cái tên đặc biệt của Renesmee, Meyer viết rằng cô "không thể đặt tên cô bé là Jennifer hay Ashley. Bạn sẽ đặt tên cho một đứa bé độc nhất vô nhị này như thế nào? Tôi đã xem qua rất nhiều website dành cho trẻ em. Cuối cùng tôi nhận thấy không có một cái tên người nào tôi thấy phù hợp cả, do đó tôi từ bỏ đòi hỏi của mình và tự đặt ra tên mới." Meyer quyết định đưa việc mang thai vào câu chuyện của cô trong khi nghiên cứu về ma cà rồng và đọc được huyền thoại về bóng đè, một con quỷ có thể giao cấu với phụ nữ khiến họ có thai.
Meyer đã nói về sự kết thúc của bộ truyện như sau:
"Bộ truyện Chạng vạng thực sự là câu chuyện của Bella, và đây là nơi tự nhiên để câu chuyện này được kết thúc. Cô vượt qua được những trở ngại lớn nhất trên đường đi và chiến đấu để đến được nơi cô muốn đến. Tôi cho rằng mình có thể kéo dài thêm câu chuyện một cách phi tự nhiên, nhưng nó sẽ không đủ hấp dẫn để khiến tôi viết tiếp. Câu chuyện cần có xung đột, và các xung đột xoay quanh Bella đã được giải quyết."

### Quảng bá và ra mắt
Tạp chí Entertainment Weekly đã cho ra mắt trích đoạn Hừng Đông vào ngày 30 tháng 5 năm 2008. Stephenie Meyer cũng tiết lộ một 'Trích đoạn trong ngày' từ Hừng Đông khoảng ba tuần trước khi ra mắt ngày 2 tháng 8 năm 2008. Trích đoạn đầu tiên được lên website của Stephenie ngày 12 tháng 7 năm 2008. Chương đầu tiên của Hừng Đông, "Engaged", đã ra mắt trong phiên bản đặc biệt của Nhật thực. Hừng Đông được chính thức ra mắt ngày 2 tháng 8 năm 2008 qua một buổi tiệc ra mắt vào nửa đêm tại hơn 4.000 nhà sách, đa số là các cuộc thi trang phục và chi tiết cuốn truyện, thi thủ công, và vẽ chân dung.
Godiva cũng làm một thanh sôcôla có chủ đề Chạng vạng, được bán trong các hiệu sách của Barnes & Noble tại bữa tiệc ra mắt. Một loạt chương trình hòa nhạc Hừng Đông ở bốn thành phố, có sự hiện diện của Stephenie Meyer và Justin Furstenfeld của Blue October, trùng hợp với thời điểm phát hành tiểu thuyết. Loạt chương trình hòa nhạc được bán hết tại ba trên bốn địa điểm ngay ngày phát hành, bán hết chỉ trong vòng một giờ tạo một thành phố.

### Xuất bản
Trước khi ra mắt cuốn tiểu thuyết, ba cuốn đầu trong loạt Chạng vạng đã được bán tới 8,5 triệu bản trên khắp nước Mỹ và trên 2 triệu bản tại Anh. Hừng Đông là một trong những cuốn sách được mong chờ nhất năm 2008 với ghi chú của The Guardian, "Các thanh niên trên khắp thế giới đang hồi hộp chờ đợi phần tiếp theo trong loạt tiểu thuyết ma cà rồng của tác giả Stephenie Meyer." Để thỏa mãn nhu cầu rất cao, Little, Brown Books đã in bổ sung 500.000 bản ngay trước khi công bố tựa đề, làm cho con số ra mắt trong lần in đầu tiên lên đến 3,7 triệu bản.
Cuốn sách bán được 1,3 triệu cuốn ở Mỹ và 20.000 cuốn ở Anh chỉ trong 24 giờ đầu, và 100.000 cuốn ở Canada trong dịp cuối tuần đầu tiên. Hừng Đông ra mắt ở vị trí số một trong danh sách 150 sách bán chạy nhất của USA Today và nằm trong danh sách suốt 58 tuần. Nó cũng là sách dành cho trẻ em bán chạy nhấy năm 2008 với hơn 6 triệu bản được bán ra.
Một bản Hừng Đông đặc biệt được phát hành ngày 4 tháng 8 năm 2009, có chứa một đĩa DVD Các buổi hòa nhạcHừng Đông và một áp phích có hình Bella và Edward.
Ngày 26 tháng 11 năm 2009, bản tiếng Việt của Hừng Đông đã chính thức được phát hành, tuy trước đó 10 ngày đã có những bản lậu trôi nổi tại Hà Nội với tựa đề Xé toạc bình minh, có giá bán cao hơn sách thật. Theo sự giải thích của Nhà xuất bản Trẻ, họ đã tham vấn nhiều cộng tác viên ở các nước Anh-Mỹ để đi đến quyết định lựa chọn từ Hừng Đông cho quyển sách, vừa bảo đảm tính thống nhất 2 từ của cả bộ truyện, "vừa mang ý nghĩa "dawn" [bình minh], vừa thể hiện sự bừng lên mạnh mẽ của ánh sáng mặt trời xua tan bóng đêm giá lạnh."

## Đón nhận
Sự đón nhận Hừng Đông khá khác nhau. Lev Grossman viết, "Đầu tiên, vì có rất nhiều nhận xét một sao trên Amazon, cho phép tôi nói điều này đầu tiên: Tôi yêu Hừng Đông." Cara von Wrangel Kinsey của School Library Journal phản hồi với một đánh giá tích cực, mô tả quyển sách là "quyến rũ" và nói, "Tuy cuốn tiểu thuyết này đen tối và người lớn hơn các tựa trước, cách tung hứng của Meyer vẫn là một nét đặc sắc." The Charlotte Observer đồng ý và gọi quyển sách là "tuyệt hay", nhưng phê bình độ dài của cuốn sách, nói rằng "Tôi ước gì [Stephenie Meyer] không cảm thấy bị ép buộc phải dồn quá nhiều thứ vào một tập sách. Đáng ra nó nên là hai cuốn." Mary Harris Russell của Chicago Tribune cũng phản hồi với một đánh giá tích cực và tung hô quyển sách là "đọc thật thú vị", nói rằng Stephenie Meyer "tiếp tục tạo ra những tác phẩm dí dỏm về gia đình, tuổi trẻ và văn hóa đại chúng", trong khi Time gọi cuốn sách là "một kết thúc hoang dại nhưng thỏa mãn cho bản balat Bella và Edward" và đánh giá điểm A-. Một bài viết trong The Daily News Tribune nói về Hừng Đông, "Một số đoạn đối thoại hơi sáo rỗng,... nhưng, nếu bạn gần gũi với lối dẫn chuyện phong phú và kỳ lạ của Meyer, bạn có thể sẽ ngả lòng yêu sự hồi hộp và độ nhạy trong dẫn truyện".
Publishers Weekly nói rằng vấn đề chính với Hừng Đông là, "Về cơ bản, mọi người có được mọi thứ họ muốn, thậm chí nếu mong muốn của họ đòi hỏi một sự quay ngược tính cách hoặc giới thiệu hỗn độn một số câu chuyện trước kia. Không ai phải từ bỏ bất cứ điều gì hoặc chịu đâu khổ nhiều hơn sự tạm thời—nói cách khác, sự cao thượng đã thắng." Trong một bài viết của The Associated Press, nhà báo viết trong NewsOK.com rằng những người hâm mộ bộ truyện sẽ yêu cách "liên hệ cách nhân vật, sự hài hước, và sự sở hữu một sắc đẹp rối trí, tập trung vào các chi tiết cảm xúc"; tuy nhiên "những người đọc thông thường có thể thất vọng vì quá nhiều chi tiết dài dòng và ít hành động." The Independent gọi cuốn sách là, "phân biệt giới tính một cách đáng kinh ngạc, lòe loẹt, bệnh hoạn" và nói rằng "Bella Swan sống để phục vụ đàn ông và chịu đau khổ." Entertainment Weekly cho Hừng Đông điểm D, phê bình cảnh sinh nở và "cảm xúc không thay đổi của Bella dành cho Edward" mà không có mục tiêu nào khác. The Washington Post cũng phản hồi với một nhận xét tiêu cực, bình luận như sau, "Meyer đã xiên một cái cọc qua trái tim của nhân vật yêu dấu mà cô tạo dựng nên," và "Hừng Đông là một phần tiếp theo ấu trĩ đề cao cuộc sống kiêng khem theo nhiều cách nhạy cảm."
Trong bài phỏng vấn với Entertainment Weekly, Meyer trả lời các phản hồi tiêu cực của nhiều người hâm mộ đối với cuốn sách và gọi nó là "Hiệu ứng Robert"; cô nói rằng người hâm mộ cần thời gian để chấp nhận kết thúc của Hừng Đông, cũng như họ cần thời gian để chấp nhận Robert Pattinson đóng vai Edward trong phim Chạng vạng.

### Giải thưởng và vinh danh
Hừng Đông nhận được Giải thưởng Sách của Anh dành cho "Sách thiếu nhi của năm", đánh bại cuốn Những câu chuyện của Beedle Người hát rong. Trong "Giải Sách do trẻ em lựa chọn" năm 2009, tiểu thuyết được chọn là "Sách cho thiếu niên lựa chọn của năm" và Meyer là "Tác giả của năm".

## Khả năng làm phim
Summit Entertainment, hãng đã chuyển thể tiểu thuyết đầu tiên trong bộ truyện, Twilight, đã thông báo vào tháng 11 năm 2008 rằng họ đã có được quyền đối với các quyển còn lại trong bộ truyện của Meyer, trong đó có Hừng Đông. Mặc dù Summit chưa chính thức khởi động dự án, các diễn viên Robert Pattinson và Ashley Greene nói rằng đã có kế hoạch cho phim Hừng Đông và việc sản xuất được hy vọng sẽ bắt đầu sau khi hoàn thành bộ phim thứ ba, Nhật thực. Wyck Godfrey, nhà sản xuất các phim trước trong bộ truyện, nói rằng, "Chúng tôi đang quay Trăng non, chuẩn bị cho Nhật thực, thực hiện tất cả việc quảng bá—nó hơi quá sức để thực sự nghĩ đến các chi tiết làm sao chúng tôi thực hiện nó, nhưng chúng tôi đã có sự định [làm Hừng Đông]."
Meyer nói trong Các câu hỏi đáp của Hừng Đông rằng nói người ta có làm một bộ phim, cô nghĩ nó nên được tách làm hai tập vì "khó mà tưởng tượng nó sẽ vừa trong chín mươi phút. Cuốn sách quá dài! Tôi không thể tưởng tượng làm sao họ có thể cắt ngắn nó được—nếu có thể, tôi đã làm cho quyển sách ngắn hơn." Cô cũng tin rằng có lẽ không thể làm phim do Renesmee, viết rằng một diễn viên khó mà đóng được vai cô bé vì tuy là một đứa bé nhưng lại có đầy đủ ý thức, và rằng "có một thứ tôi chưa từng thấy là con người do máy tính tạo ra mà nhìn trông giống như thật"; tuy nhiên, cô tiếp tục nói rằng "họ phát triển ra các công nghệ mới đáng kinh ngạc hàng ngày, và chúng ta có khá thời gian."